# Niklas Bosserhoff
Niklas Bosserhoff (* 15. April 1998) ist ein deutscher Hockeyspieler. Er wurde 2021 Europameisterschaftszweiter.

## Sportliche Karriere
Niklas Bosserhoff spielt als Verteidiger bei Uhlenhorst Mülheim, 2018 und 2019 war das Team Deutscher Feldhockeymeister.
Von 2013 bis 2019 nahm er an 95 Länderspielen in den verschiedenen Altersklassen im Junioren-Bereich teil. Seine größten Erfolge waren der erste Platz bei den U18-Europameisterschaften 2015 und 2016, der dritte Platz bei der
Juniorenweltmeisterschaft 2016 sowie der dritte Platz 2017 und der erste Platz 2019 bei den Junioreneuropameisterschaften.
2018 debütierte Bosserhoff in der Nationalmannschaft. 2021 bei der Europameisterschaft in Amstelveen erreichte die deutsche Mannschaft durch einen 3:2-Halbfinalsieg über das englische Team das Finale, dort unterlag die Mannschaft den Niederländern im Shootout. Bei den Olympischen Spielen in Tokio belegten die Deutschen den zweiten Platz in ihrer Vorrundengruppe. Nach ihrer Halbfinalniederlage gegen die Australier verloren die Deutschen das Spiel um den dritten Platz mit 4:5 gegen die indische Mannschaft.
Insgesamt bestritt Bosserhoff bislang 68 Länderspiele. (Stand 12. Juni 2024) 